# ونویل (ویرجینیای غربی)
ونویل، ویرجینیا غربی (به انگلیسی: Vanville, West Virginia) یک منطقهٔ مسکونی در ایالات متحده آمریکا است که در شهرستان برکلی، ویرجینیای غربی واقع شده‌است.

## خصوصیات
ونویل ۱۳۸٫۰۸ متر بالاتر از سطح دریا واقع شده‌است.